# Neudorf (België)
Neudorf is een plaats in de Duitstalige gemeente Raeren in de Belgische provincie Luik.

## Geschiedenis
Neudorf is waarschijnlijk zoals Raeren tussen 800 en 1200 ontstaan aan de Öslinger-weg, die Aken met Trier verbond.
Tot de opheffing van het hertogdom Limburg hoorde Neudorf tot de Limburgse hoogbank Walhorn. Net als de rest van het hertogdom werd Neudorf bij de annexatie van de Zuidelijke Nederlanden door de Franse Republiek in 1795 opgenomen in het toen gevormde departement Ourthe. In 1815 kwam het aan Pruisen, later Duitsland, en in 1920 werd het Belgisch.

## Taal
Naast het in het onderwijs en door de plaatselijke overheid gebruikte Duits spreekt de plaatselijke bevolking het regionale dialect Platdiets; een Limburgs dialect. Op de Ferrariskaarten uit 1777 wordt Neudorf als Nieudorp vermeld.
Deelgemeenten: Eynatten · Hauset · Raeren

Overige kernen: Lichtenbusch · Neudorf  ·   Petergensfeld

Belgische gemeenten · Duitstalige Gemeenschap · Arrondissement Verviers · Luik · Wallonië